# 李雅怡
克萊爾男爵夫人李雅怡（1980年11月11日—），英國工黨籍政治人物及大律師，現任英國不管部部長。她亦是路易咸西及東德威治選區的國會議員，自2017年大選後連任至今。在此之前，她曾任影子法律政策專員及影子監獄及假釋事務部長。

## 早年經歷
1980年11月11日，李雅怡出生於倫敦路易咸，其父母皆是老師。她的親生姐姐為李韻晴，現任英國財政大臣及列斯西及普德西選區的工黨國會議員。
李雅怡在先鄧咸成長，並分別就讀於亞當斯里爾小學（Adamsrill Primary School）及卡托公園中學。隨後在牛津大學修讀法律，在聖凱瑟琳學院就讀，並畢業及獲得法學學士學位。

## 政治生涯
李雅怡在15歲已經加入工黨，在大學修讀期間成為牛津大學工黨學會主席，並於2002年至2003年成為工黨學生主席。
在2006年，李雅怡當選為工黨全國執行委員會的選區代表，並獲得黨內右派的進步派及工黨優先等團體支持。李雅怡繼續連任並於2015年至2016年當選為副主席，直至2016年被黨內左派勢頭候選人所擊敗。後來，她成為倫敦工黨的副主席。

### 國會議員
2017年4月，李雅怡獲選為路易咸西及彭奇選區的工黨候選人，擊敗另一名來自勢頭的參選人。在2017年大選中，方佩芝以66.6%的得票率和23,162多數票，當選為路易咸西及東德威治選區的國會議員。
在2018年3月，她獲任命為時任影子國際發展大臣凱特·奧薩莫爾的政務私人秘書。 但於2018年6月13日，她與5名工黨議員因投票贊成英國繼續留在歐洲單一市場而違反黨紀，共同辭去前座議員的職務。
後來，她曾經寫信批評工黨容許曾經發表反猶太言行的克里斯·威廉姆森重拾黨籍，而在2019年7月被威脅要撤銷其選區提名權。在黨內外遭遇強烈反對後，時任工黨黨魁郝爾彬宣布不會撤換任何正在懷孕的候選人（暗指當時有身懷六甲的李雅怡），而涉事黨員亦撤回其投訴。
在2019年大選中，李雅怡以61.2%的得票率和21,543多數票，連任路易咸西及彭奇選區的國會議員。在2020年4月9日，她獲任命為影子法律政策專員而重返工黨的前座議員團隊。及後，她負責主管2021年老畢士利及錫德卡普選區補選工黨候選人的政治工作。在2023年，她獲任命為工黨副全國競選總監而加入施紀賢影子內閣。
在2019年大選中，由於李雅怡的舊選區被撤銷，她選擇在路易咸西及東德威治選區參選；其後，她以59.1%的得票率和18,397多數票，當選為該區的國會議員。在2024年7月6日，她正式獲任命為工黨主席。

### 加入政府
2024年7月6日，李雅怡獲任命為不管部部長，並於同年12月2日開始列席內閣會議。

## 個人生活
李雅怡在2007年嫁給前工黨國會議員約翰·克萊爾。

### 引用
1. ↑  . UK Parliament.   [24 April 2019]. （原始内容存档于2024-12-10）.
2. ↑  . HuffPost UK. 2017-08-10  [2025-02-13]. （原始内容存档于2024-11-27） （英语）.
3. ↑  . Politics Home. 2020-05-21  [2025-02-13] （英语）.
4. ↑  . web.archive.org. 2016-06-04  [2025-02-13]. 原始内容存档于2016-06-04.
5. ↑  Little, Mandy. . London News Online. 2017-04-28  [2025-02-13]. （原始内容存档于2017-07-09） （美国英语）.
6. ↑  LabourList. . LabourList. 2017-04-26  [2025-02-13] （英国英语）.
7. ↑  Savage, Michael. . www.thetimes.com. 2015-12-16  [2025-02-13] （英语）.
8. ↑  . Sky News.   [2025-02-13]. （原始内容存档于2024-07-06） （英语）.
9. ↑  Kenber, Billy. . www.thetimes.com. 2017-05-03  [2025-02-13]. （原始内容存档于2025-02-23） （英语）.
10. ↑  . BBC News. 2017-04-28  [2025-02-13]. （原始内容存档于2021-12-03） （英国英语）.
11. ↑  .   [2025-02-13] （英国英语）.
12. ↑  . Sky News.   [2025-02-13]. （原始内容存档于2018-06-13） （英语）.
13. ↑  . inews.co.uk. 2018-06-13  [2025-02-13]. （原始内容存档于2018-06-14） （英国英语）.
14. ↑  . Politics Home. 2020-02-25  [2025-02-13]. （原始内容存档于2025-04-22） （英语）.
15. ↑  . HuffPost UK. 2019-07-03  [2025-02-13]. （原始内容存档于2024-07-18） （英语）.
16. ↑  Rodgers, Sienna. . LabourList. 2020-04-09  [2025-02-13]. （原始内容存档于2020-04-10） （英国英语）.
17. ↑  . BBC News.   [2025-02-13]. （原始内容存档于2024-01-20） （英国英语）.
18. ↑  . BBC News.   [2025-02-13] （英国英语）.
19. ↑  Belger, Tom. . LabourList. 2024-07-06  [2025-02-13]. （原始内容存档于2024-07-08） （英国英语）.
20. ↑  . BBC News. 2024-07-06  [2025-02-13]. （原始内容存档于2024-12-03） （英国英语）.
21. ↑  . Sky News.   [2025-02-13] （英语）.
22. ↑  . GOV.UK.   [2025-02-13] （英语）.